# Movestic Liv & Pension
Movestic Liv & Pension är ett svenskt livförsäkringsbolag som erbjuder produkter inom pensionssparande samt trygghetsförsäkringar som liv-, olycksfalls- och sjukförsäkring. Bolaget grundades år 2000, då under namnet Moderna Försäkringar Liv. År 2010 bytte bolaget namn till Movestic Liv & Pension. Sedan 2009 ägs Movestic Liv & Pension av brittiska Chesnara Plc, noterade på London Stock Exchange.

## Historia
Moderna Försäkringar Liv grundas 2000 som en del av Invik (i Kinnevik-koncernen), som 2007 köeptes av Isländska Milestone, varvid bolgat Moderna försäkringar Liv byter namn till Moderna Liv & Pension. 2009 köps bolaget av Brittiska Chesnara Plc och 2010 byter– Moderna Försäkringar Liv namn till Movestic Liv & Pension, Samma år förvärvar– Movestic  Aspis Liv

## Verksamhet
Movestic erbjuder produkter inom tjänstepensionssparande samt trygghetsförsäkringar som liv-, olycksfalls- och sjukförsäkring. Movestics verksamhet bedrivs från huvudkontoret i Stockholm. Skadereglering och riskbedömningsverksamheten har sitt säte i Norrköping. Movestic har även lokal representation i Göteborg, Malmö och Umeå. 
Dotterbolaget Movestic Kapital är Movestic-gruppens fondbolag som ansvarar för förvaltningen av ett antal egna fondprodukter specialanpassade för sparande till pension.